# واحه

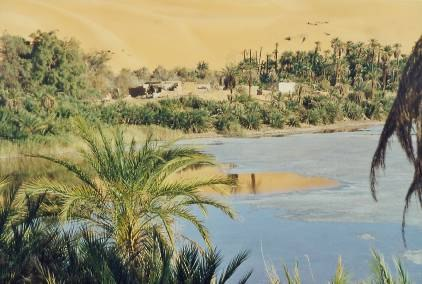
واحه‌ای در لیبی.

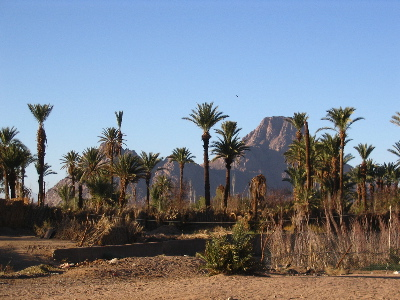
یک واحه در بیابان‌های اطراف رشته‌کوه هوگار.

واحه به نقطه‌ای سرسبز در میان صحرا گفته می‌شود. ریشه کلمه واحه از واحة یا الواحة در زبان عربی می‌باشد. واحه‌ها معمولاً در پیرامون یک چشمه یا یک چاه پدید می‌آیند. واحه‌ها ممکن است از یک چاه و چند درخت تشکیل یافته باشند ولی برخی واحه‌های بزرگ‌تر چند کیلومتر مربع وسعت دارند و در آن‌ها خانه‌های مسکونی هم وجود دارد. بیشتر واحه‌ها را می‌توان در صحرای بزرگ آفریقا یافت.
وجود واحه‌ها برای برپایی راه‌های ترابری و بازرگانی در بیابانها اهمیت حیاتی داشته‌است. واحه‌ها ایستگاه توقف کاروان‌ها است و تسلط بر واحه‌ها از نظر سیاسی اهمیت فراوانی داشته‌است. برای نمونه واحه‌های اوجله، کفره (الکفرة) و غدامس در لیبی نقشی حیاتی در بازماندن راه شمال به جنوب و شرق به غرب در صحرای بزرگ داشته‌اند.

## واحه‌های بزرگ
- طبس، ایران
- شهداد، کرمان، ایران
- واحه صفصف، مصر
- واحه سیوا، مصر
- تورفان، سین‌کیانگ، چین
- جندق، ایران
- ذید، شارجه امارات متحده عربی
- واحه کویر ورزنه